# Есипова, Ирина Константиновна
 Ирина Константиновна Есипова  (10 мая 1916 года, Москва — 28 февраля 1997) — патологоанатом, доктор медицинских наук (1951), профессор кафедры патологической анатомии Университета дружбы народов им. Патриса Лумумбы (ныне Российский университет дружбы народов).

## Биография
Родилась в 1916 году в Москве в семье профессора хирурга и патологоанатома К. Д. Есипова. После общеобразовательной школы два года посещала школу при Музее изобразительных искусств им. А. С. Пушкина.
В 1938 году окончила 2-й Московский мединститут (ныне Российский национальный исследовательский медицинский университет имени Н. И. Пирогова), продолжила учёбу в аспирантуре на кафедре патологической анатомии, руководимой И. В. Давыдовским. По окончании аспирантуры работала на кафедре патологической анатомии ассистентом, потом доцентом.
С началом Великой Отечественной войны в 1941 году вместе с семьей была эвакуирована в поселок «Изумруды» Свердловской области. Работала в посёлке зав. врачебным участком. В 1942 году направлена на работу гистологом в эвакогоспиталь 3120 Челябинской области. Работала гистологом и нейрохирургом, сделала около 360 операций по сшиванию и пластике нервов на конечностях.
В 1943 году защитила кандидатскую диссертацию на тему: «Взаимоотношения ревматизма и туберкулеза», а в 1951 году — докторскую диссертацию на тему «Патологическая анатомия хронических неспецифических болезней легких». Доктор медицинских наук, профессор.
В 1950-е годы работала в организованной ею в Институте сердечной хирургии АМН СССР морфологической лаборатории, заведовала кафедрой патологической анатомии Крымского медицинского института. Вернувшись в Москву, работала ассистентом, доцентом кафедры патологической анатомии И. В. Давыдовского. С 1956 по 1959 год заведовала педиатрическим филиалом кафедры патологической анатомии 2-го Московского государственного медицинского институт им. Н. И. Пирогова, в котором, в своё время, сама получала высшее образование.
С 1959 года работала начальником отдела патологии в Институте экспериментальной биологии и медицины Сибирского отделения АН СССР, в 1960—1968 годах была начальником лаборатории общей патологии в Институте морфологии человека АМН СССР. В 1963 году в Университете дружбы народов им. Патриса Лумумбы организовала кафедру патологической анатомии, которой и заведовала до 1986 года.
Область научных интересов: патология легких; гемодинамическая перестройка кровеносных сосудов, пневмосклероз, эмфизема лёгких.
В разные годы под руководством Ирины Константиновны было защищено более 30 кандидатских (А. А. Куклина, А. А. Бир-кун, Е. Н. Нестеров, В. К. Маврин и др.) и 10 — докторских диссертаций (А. А. Биркун, Е. Н. Нестеров, В. К. Маврин и др.).
Отличительная черта: Скромность, доброжелательность, порядочность, интеллигентность, неутомимый труженик науки, обладала чувством прекрасного.
Интересы, хобби: Посещение картинных галерей, выставок, музеев и концертов.
Умерла 28 февраля 1997 года в г.Москве в возрасте 80 лет. Похоронена на Новодевичьем кладбище.

## Награды и звания
- Лауреат премии АМН СССР им. А. И. Абрикосова
- Лауреат премии АМН СССР им. И. В. Давыдовского

## Труды
Ирина Константиновна Есипова является автором около 150 научных работ, включая 8 монографий.
- Патологическая анатомия. М. 1977.
- Краткое пособие по патологической анатомии. — СПб., 1996.
- Легкое и патологии. — Новосибирск: Наука, 1975.
- Вопросы патологии хронических неспецифических воспалений легких. — М., Медгиз, 1956.